# Hex’Air
Hex’Air — французская авиакомпания, основанная в 1991 году. Выполняет регулярные рейсы по югу Франции. Порт приписки — Аэропорт Ле-Пюи – Луд, находящийся в 10 км от Ле-Пюи-ан-Веле.

## Направления

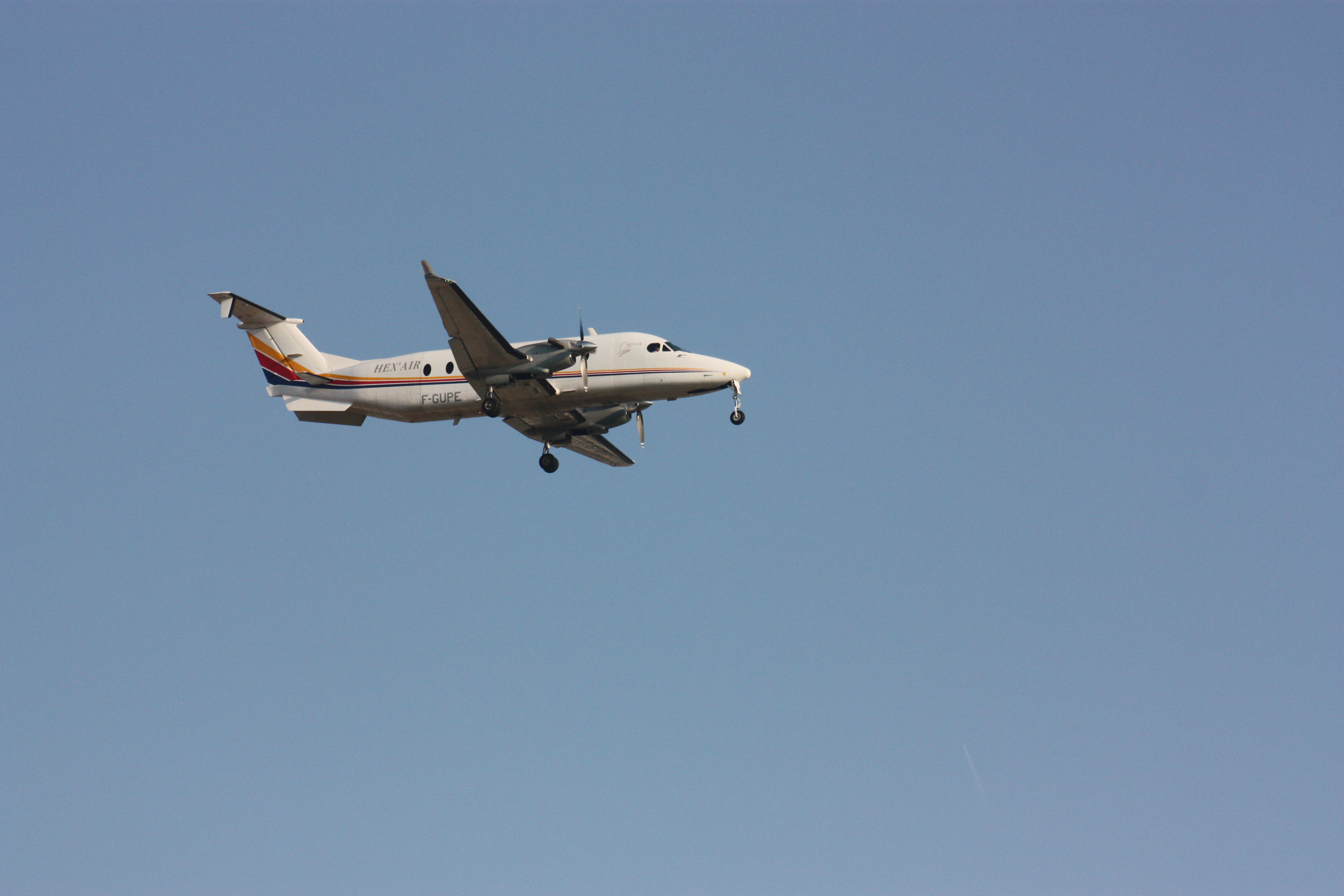
Самолет Beechcraft 1900D F-GUPE авиакомпании Hex'air на конечном подходе из Ле-Пюи-ан-Веле к взлётно-посадочной полосе % 06 в Орли.

Компания выполняет регулярные рейсы по следующим направлениям:
- Кастр — Родез — Лион;
- Ле-Пюи-ан-Веле — Париж (Париж-Орли).

## Флот
На июнь 2001 года флот компании состоял из следующих самолётов:
Ранее во флоте компании было зарегистрировано четыре самолёта (ещё по одной из перечисленных выше моделей), два из которых были со временем проданы другим авиакомпаниям.